# 必巴锡鄂特罕
必巴锡鄂特罕（?—?），孛儿只斤氏，汉文史籍译称比把石、北把什，16世纪蒙古右翼鄂尔多斯部領主，吉囊之孙，吉能的第五子。
必巴锡鄂特罕在明朝陕西榆林边外驻牧。右翼蒙古和明朝达成通贡协议后，明朝封他为指挥佥事。约在万历十五年（1587年），因争分畜产，将其四哥鄂木布达赉（碗布台吉）攻杀。